# Springfield (Vermont)

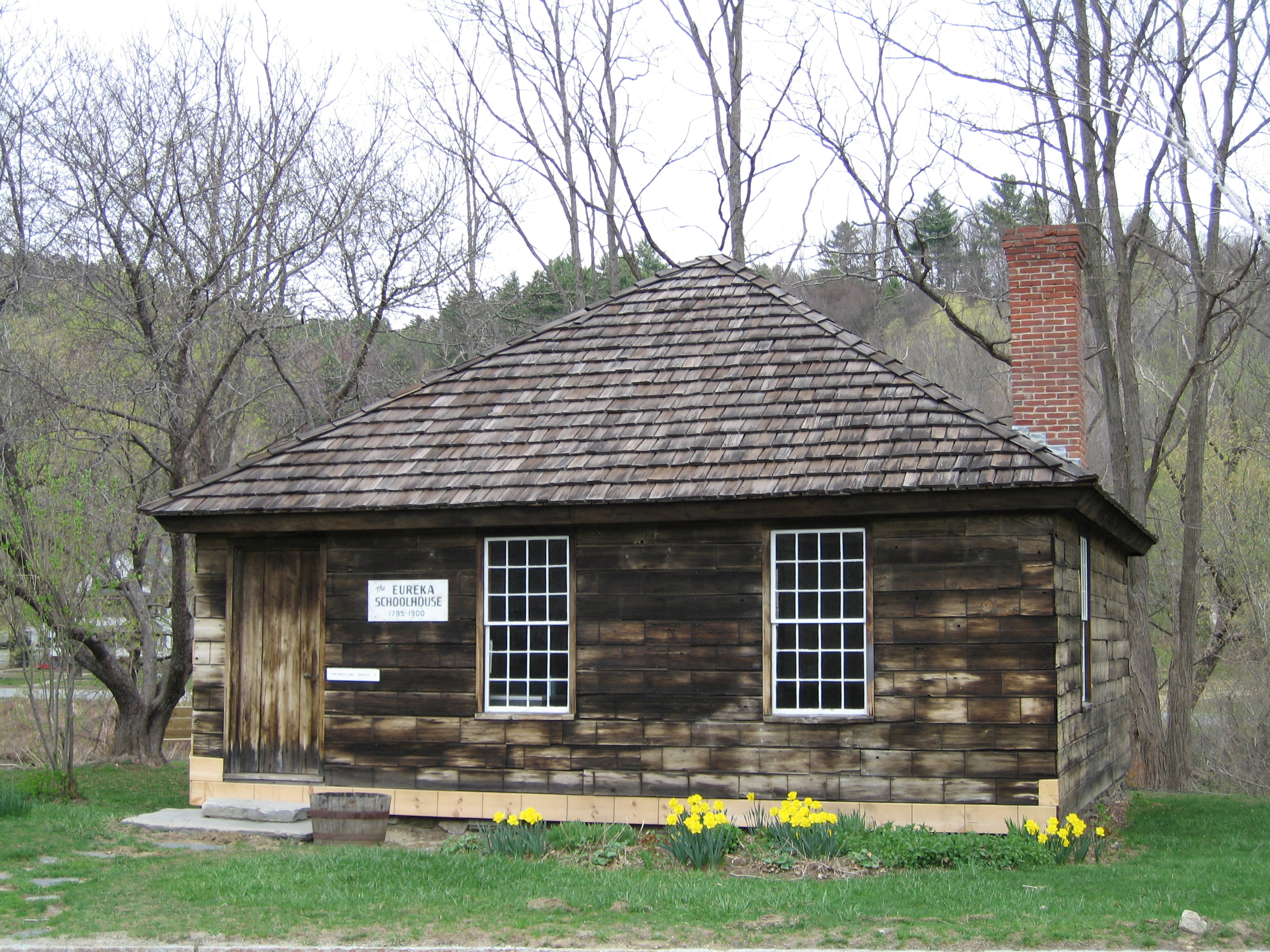
A Escola Eureka é a mais antiga de um cômodo de Vermont, e um dos poucos edifícios públicos restantes do século XVIII no estado. Construída por volta de 1790; e realocada em 1968, a sudeste do núcleo urbano e às margens do Rio Negro. Endereço: 470 Charlestown Rd, Springfield, VT 05156, EUA.

Springfield é uma cidade localizada no estado americano de Vermont.

## Demografia
De acordo com o censo de 2000, havia 9.078 pessoas, 3.886 domicílios e 2.498 famílias residindo na cidade. A densidade populacional era de 184,1 pessoas por milha quadrada (71,1 / km2). Havia 4.232 unidades habitacionais com uma densidade média de 85,8 por milha quadrada (33,1 / km2). A composição racial da cidade era 97,60% branca, 0,24% afro-americana, 0,14% nativa americana, 0,77% asiática, 0,06% das ilhas do Pacífico, 0,18% de outras raças e 1,01% de duas ou mais raças. Hispânicos ou latinos de qualquer raça eram 0,72% da população.